# Papua-Nowa Gwinea na Letnich Igrzyskach Paraolimpijskich 2008
Papua-Nowa Gwinea na Letnich Igrzyskach Paraolimpijskich reprezentowało 2 zawodników.

## Medale

### Srebrne
- Francis Kompaon - lekkoatletyka, 100 metrów - T46

## Kadra

### Lekkoatletyka
- Francis Kompaon
  - 200 metrów - T46: 23.30s (9 miejsce)
  - 100 metrów - T46: 11.10s (2 miejsce)
- Joyleen Jeffrey
  - 100 metrów - T12: DSQ